# Laércio Antonio Vinhas
Laércio Antonio Vinhas (São Paulo, 11 de janeiro de 1943), é um físico brasileiro com atuação destacada na área de energia nuclear, segurança radiológica e relações internacionais. Foi pesquisador, diretor e representante do Brasil em importantes organismos multilaterais, como a Agência Internacional de Energia Atômica (AIEA) e a Organização do Tratado de Proibição Completa de Testes Nucleares (CTBTO). Presidiu a Junta de Governadores da AIEA entre 2015 e 2016.

## Formação acadêmica
Laércio Vinhas é doutor em Física Nuclear pela Universidade Estadual de Campinas (1970). É também bacharel (1964) e licenciado (1966) em Física pelo Instituto de Física da Universidade de São Paulo, com especialização em Ciência e Tecnologia Nucleares (1965).

## Carreira profissional
Ingressou na Comissão Nacional de Energia Nuclear (CNEN) em 1965, onde permaneceu por 47 anos, ocupando diversos cargos técnicos e de gestão. Entre 2012 e 2016, foi Embaixador do Brasil junto à AIEA e à CTBTO, sediadas em Viena, Áustria, sendo também Representante Permanente do Brasil nesses organismos.
Desde 2019, é Assessor Especial do Diretor do Centro Tecnológico da Marinha em São Paulo  (CTMSP).

## Participação internacional
Representou o Brasil em conferências, grupos de trabalho e negociações com a AIEA, ABACC e outras instituições internacionais. Destaca-se sua atuação nos seguintes órgãos:
- Junta de Governadores da AIEA (Presidente em 2015–2016)
- Grupo Consultivo sobre Salvaguardas (SAGSI)
- Grupo Internacional de Segurança Nuclear (INSAG)
- Comissão de Padrões de Segurança (CSS)
- Grupo sobre Segurança Física Nuclear (AdSec) – Presidente entre 2017 e 2022

## Atuação acadêmica
Foi professor de pós-graduação no Instituto de Pesquisas Energéticas e Nucleares (IPEN/USP), entre 1971 e 1989. Orientou seis teses de doutorado e seis dissertações de mestrado, além de ter integrado mais de 40 bancas examinadoras em instituições como USP, UFRJ, UFMG, PUC-SP e FGV.

## Publicações e atividades científicas
Laércio Vinhas é autor e coautor de cerca de 45 artigos científicos e 60 trabalhos apresentados em eventos técnicos. Atuou como consultor da FAPESP, CAPES, CNPq e participou de projetos nacionais na área nuclear. Teve papel de liderança durante a descontaminação do acidente radiológico de Goiânia, em 1987.

## Condecorações e reconhecimentos
- Medalha Mérito Tamandaré – Ministério da Marinha (1990)
- Ordem do Rio Branco – Grau de Oficial (2001)
- Ordem do Mérito Naval – Oficial (2006) e Grande Oficial (2017)
- Medalha Carneiro Felippe – CNEN (2012)
- Personalidade do Ano em Energia Nuclear na América Latina – American Nuclear Society (2012)
- Pesquisador Emérito do IPEN (2010)
- Membro da Academia Internacional de Energia Nuclear (INEA) desde 2013
- Diploma de Honra ao Mérito – Grupo de Engenheiros da Marinha (2019)[6]